# Українська партія честі, боротьби з корупцією та організованою злочинністю

## Українська партія честі, боротьби з корупцією та організованою злочинністю
Скорочена назва — «Партія честі» — сучасна політична партія України. Очолює партію Давиденко Олександр Григорович.
Установчий з'їзд по створенню Партії Честі відбувся у м. Києві 27 листопада 2004 року, а 17 лютого 2005 року Партія Честі була зареєстрована Міністерством юстиції України.
Кадрову основу Партії Честі становлять ветерани спецпідрозділів по боротьбі з організованою злочинністю МВС України, є представники інших служб і підрозділів МВС, Служби безпеки України, ветерани збройних сил, внутрішніх військ, прикордонної Служби, колишні працівники органів прокуратури, державні службовці та інші громадяни України.
Партія Честі позиціонує себе як «центристська партія соціальної спрямованості», серед основних пріоритетів декларує «непримиренну боротьбу з корупцією, організованою злочинністю, чванством та сваволею чиновників, використовуючи для цього всі законні політичні методи, а також, без перебільшення, величезний досвід і потенціал членів нашої Партії».
У 2004 році партія Честі підтримала події Помаранчевої революції, головним чином через тверде переконання в тому, що «Президентом України не може бути людина, що мала судимість». Після приходу до влади В.Ющенка партія честі не стала провладною партією, однак протиставляла себе таким партіям, як Партія регіонів, СДПУ(о), «опозиційність» яких, на думку членів партії, «зводиться до збереження награбованого за старого режиму і повернення до влади для заняття колишнім ремеслом».
У 2006 році партія брала участь у Парламентських виборах 2006 року самостійно, однак до Верховної ради не потрапила, набравши 0,12 % голосів виборців. Найбільшою прихильністю партія втішалася у м.Севастополі — 0,38 % проголосувавших, найменшою — на Донбасі.